# Le Thuit
Le Thuit és un municipi francès situat al departament de l'Eure i a la regió de Normandia. L'any 2007 tenia 125 habitants.

## Demografia

### Població
El 2007 la població de fet de Le Thuit era de 125 persones. Hi havia 47 famílies de les quals 13 eren unipersonals (4 homes vivint sols i 9 dones vivint soles), 13 parelles sense fills, 17 parelles amb fills i 4 famílies monoparentals amb fills.
La població ha evolucionat segons el següent gràfic:
Habitants censats

### Habitatges
El 2007 hi havia 71 habitatges, 48 eren l'habitatge principal de la família, 19 eren segones residències i 3 estaven desocupats. Tots els 66 habitatges eren cases. Dels 48 habitatges principals, 33 estaven ocupats pels seus propietaris, 10 estaven llogats i ocupats pels llogaters i 5 estaven cedits a títol gratuït; 2 tenien dues cambres, 5 en tenien tres, 11 en tenien quatre i 30 en tenien cinc o més. 41 habitatges disposaven pel capbaix d'una plaça de pàrquing. A 29 habitatges hi havia un automòbil i a 17 n'hi havia dos o més.

### Piràmide de població
La piràmide de població per edats i sexe el 2009 era:
| Homes | Edats   | Dones |
| ----- | ------- | ----- |
| 0     | 95 o +  | 0     |
| 0     | 90 a 94 | 0     |
| 0     | 85 a 89 | 0     |
| 0     | 80 a 84 | 0     |
| 4     | 75 a 79 | 0     |
| 0     | 70 a 74 | 4     |
| 4     | 65 a 69 | 0     |
| 0     | 60 a 64 | 4     |
| 4     | 55 a 59 | 4     |
| 12    | 50 a 54 | 0     |
| 0     | 45 a 49 | 8     |
| 4     | 40 a 44 | 0     |
| 4     | 35 a 39 | 0     |
| 8     | 30 a 34 | 4     |
| 0     | 25 a 29 | 4     |
| 0     | 20 a 24 | 4     |
| 0     | 15 a 19 | 4     |
| 0     | 10 a 14 | 8     |
| 0     | 5 a 9   | 8     |
| 8     | 0 a 4   | 8     |

## Economia
El 2007 la població en edat de treballar era de 84 persones, 67 eren actives i 17 eren inactives. De les 67 persones actives 57 estaven ocupades (31 homes i 26 dones) i 11 estaven aturades (3 homes i 8 dones). De les 17 persones inactives 10 estaven jubilades, 4 estaven estudiant i 3 estaven classificades com a «altres inactius».
Activitats econòmiques
Dels 5 establiments que hi havia el 2007, 1 era d'una empresa de fabricació d'altres productes industrials, 3 d'empreses de construcció i 1 d'una empresa de serveis.
Dels 2 establiments de servei als particulars que hi havia el 2009, 1 era un paleta i 1 lampisteria.

## Poblacions més properes
El següent diagrama mostra les poblacions més properes.